# The Witness (Film, 2024)
The Witness (auch Shahed) ist ein deutsch-österreichischer Spielfilm aus dem Jahr 2024 von Regisseur Nader Saeivar, der gemeinsam mit Jafar Panahi das Drehbuch schrieb. Premiere war im Rahmen der 81. Internationalen Filmfestspiele von Venedig in der Sektion Orrizonti Extra, wo der Film mit dem Publikumspreis der Sektion ausgezeichnet wurde.

## Handlung
Tarlan Ghorbani wird Zeugin des Mordes an ihrer Adoptivtochter Zara. Bei dem Täter handelt es sich um Zaras Ehemann, der ein hochrangiger Regierungsbeamter ist.
Nachdem sich die Polizei weigert, den Fall ernsthaft zu untersuchen, beschließt Tarlan, die Öffentlichkeit darüber zu informieren. Allerdings bringt sie damit sich selbst sowie ihre Familie in Gefahr.

## Produktion und Hintergrund
Die Dreharbeiten fanden an 39 Drehtagen vom 25. September bis zum 30. November 2023 im Iran statt.
Produziert wurde der Film von der deutschen Arthood Films (Produzenten Said Nur Akkuş und Silvana Santamaria) und der österreichischen Golden Girls Filmproduktion (Produzenten Arash T. Riahi und Sabine Gruber), die Produktionsleitung hatte Saman Iranzadeh. Unterstützt wurde der Film vom Österreichischen Filminstitut, dem Filmfonds Wien und dem Medienboard Berlin-Brandenburg, beteiligt war der Österreichische Rundfunk.
Die Kamera führte Rozbeh Raeigha, die Musik schrieb Karwan Marouf, die Montage verantwortete Jafar Panahi. Den Ton gestaltete Reza Heidari, das Kostüm- und Szenenbild Leila Naghdi Pari und die Maske. Als Green Film Consultant fungierte Valentin Renoldner.

## Veröffentlichung
Die Uraufführung von The Witness erfolgte am 5. September 2024 beim 81. Filmfestival von Venedig, wo das Werk in die offizielle Sektion Orrizonti Extra aufgenommen wurde.
Im Oktober 2024 wurde der Film auf der Viennale gezeigt. Der österreichische Kinostart war am 16. Mai 2025. Am 21. August 2025 soll der Film in die deutschen Kinos kommen.

## Rezeption
Nader Saeivar bezeichnete den Film auf cinema-austriaco.org als Spielfilm, der viel zum Nachdenken anrege. „Ein äußerst realistischer, wütender, schmerzhafter Spielfilm, der aber nie die Hoffnung zu verlieren scheint, dass sich die Dinge in Zukunft ändern können“.
Oliver Armknecht vergab auf film-rezensionen.de sieben von zehn Punkten. Das sehenswerte Drama sei um Ambivalenzen bemüht und profitiere von einer guten Hauptdarstellerin, auch wenn das Ende sicherlich diskussionswürdig sei.
Bert Rebhandl befand auf DerStandard.at, dass Nader Saeivar auch motivisch bei einem Kollegen wie Mohammad Rasoulof (Die Saat des heiligen Feigenbaums) anschließe. Mit der beeindruckenden Maryam Boubani in der Hauptrolle stehe The Witness  aber auch in der Tradition der großen iranischen Frauenfilme.

## Auszeichnungen
The Witness wurde beim Filmfestival von Venedig der Publikumspreis für den besten Beitrag der Sektion Orizzonti Extra zuerkannt.